# Tysslinge socken
Tysslinge socken i Närke ingick i Örebro härad, ingår sedan 1971 i Örebro kommun och motsvarar från 2016 Tysslinge distrikt.
Socknens areal är 116,43 kvadratkilometer, varav 108,59 land. År 2000 fanns här 2 980 invånare. Tätorterna Latorp med Latorps herrgård och Garphyttan med Garphyttans bruksherrgård, herrgården Irvingsholm samt kyrkbyn Tysslinge med sockenkyrkan Tysslinge kyrka ligger i socknen. 

## Administrativ historik
Tysslinge socken har medeltida ursprung. 
Vid kommunreformen 1862 övergick socknens ansvar för de kyrkliga frågorna till Tysslinge församling och för de borgerliga frågorna till Tysslinge landskommun. Landskommunen utökades 1952 och uppgick 1971 i Örebro kommun. Församlingen utökades 2002.
1 januari 2016 inrättades distriktet Tysslinge, med samma omfattning som församlingen hade 1999/2000. 
Socknen har tillhört fögderier, tingslag och domsagor enligt vad som beskrivs i artiklarna Närke och Örebro härad. De indelta soldaterna tillhörde Närkes regemente, Örebro och Edsbergs kompanier och Livregementets husarkår, Örebro skvadron.

## Geografi
Tysslinge socken ligger väster om Örebro, väster om Tysslingen. Socknen är en slättbygd på Närkeslätten i öster med Kilsbergen i väster.

## Fornlämningar
Några boplatser från stenåldern är funna. Från järnåldern finns ett par gravfält och spridda gravar två fornborgar i Kilsbergen.

## Namnet
Namnet (1314 Tyslinge) kommer från kyrkbyn som i sin tur fått namn av sjön Tysslingen. Sjönamnet har föreslagits ursprungligen vara Tvislinge innehållande tvisl, 'åmöte' syftande på att två åar i norr rinner nära varandra.

## Befolkningsutveckling
| Befolkningsutvecklingen i Tysslinge socken 1790–1990                                                    | Befolkningsutvecklingen i Tysslinge socken 1790–1990 | Befolkningsutvecklingen i Tysslinge socken 1790–1990 | Befolkningsutvecklingen i Tysslinge socken 1790–1990 | Befolkningsutvecklingen i Tysslinge socken 1790–1990 |
| --- | ---------------------------------------------------- | ---------------------------------------------------- | ---------------------------------------------------- | ---------------------------------------------------- |
| |                                                      |                                                      |                                                      |                                                      |
| År |                                                      |                                                      | Folkmängd                                            |                                                      |
| 1790 | 1790                                                 |                                                      | 1 624                                                |                                                      |
| 1810 | 1810                                                 |                                                      | 1 614                                                |                                                      |
| 1820 | 1820                                                 |                                                      | 1 854                                                |                                                      |
| 1830 | 1830                                                 |                                                      | 1 933                                                |                                                      |
| 1840 | 1840                                                 |                                                      | 1 952                                                |                                                      |
| 1850 | 1850                                                 |                                                      | 2 060                                                |                                                      |
| 1860 | 1860                                                 |                                                      | 2 140                                                |                                                      |
| 1870 | 1870                                                 |                                                      | 2 150                                                |                                                      |
| 1880 | 1880                                                 |                                                      | 2 080                                                |                                                      |
| 1890 | 1890                                                 |                                                      | 1 775                                                |                                                      |
| 1900 | 1900                                                 |                                                      | 1 725                                                |                                                      |
| 1910 | 1910                                                 |                                                      | 1 805                                                |                                                      |
| 1920 | 1920                                                 |                                                      | 2 130                                                |                                                      |
| 1930 | 1930                                                 |                                                      | 1 947                                                |                                                      |
| 1940 | 1940                                                 |                                                      | 2 142                                                |                                                      |
| 1950 | 1950                                                 |                                                      | 2 147                                                |                                                      |
| 1960 | 1960                                                 |                                                      | 2 113                                                |                                                      |
| 1970 | 1970                                                 |                                                      | 2 076                                                |                                                      |
| 1980 | 1980                                                 |                                                      | 2 657                                                |                                                      |
| 1990 | 1990                                                 |                                                      | 3 034                                                |                                                      |
| Anm: Källor: Umeå universitet - Tabellverket 1749-1859, Demografiska databasen, CEDAR, Umeå universitet |                                                      |                                                      |                                                      |                                                      |